# Vinessa Shaw
Pour les articles homonymes, voir Shaw.
Vinessa Shaw, née le 19 juillet 1976 à Los Angeles, en Californie (États-Unis), est une actrice américaine.

## Biographie
Vinessa Elizabeth Shaw est née le 19 juillet 1976 à Los Angeles, Californie (États-Unis). Sa mère, Susan Damante Shaw, est actrice, et son père, Larry Shaw, est réalisateur.
Elle a une sœur, Natalie Shaw.

### Vie privée
Elle est mariée depuis 2017 avec le graphiste Kristopher Gifford. Ils ont un fils, né en 2018, Jack Gifford.

## Carrière

### Débuts (années 1990)
Débutant adolescente à la télévision, Vinessa Shaw a 16 ans lorsqu'elle apparaît sur le grand écran dans la comédie sportive Ladybugs. La jeune femme, qui poursuit en même temps une carrière de mannequin (elle fait notamment la couverture de Vogue), tient un second rôle dans Hocus Pocus : Les Trois Sorcières, face au trio de sorcières mené par Bette Midler.
Son premier grand rôle survient en 1998 avec I Love L.A. où elle est une jeune actrice désireuse de percer à Hollywood. Le film est réalisé par le cinéaste finlandais Mika Kaurismäki, frère aîné d'Aki. L'année suivante, elle évolue dans le thriller psychologique Eyes Wide Shut, réalisation posthume de Stanley Kubrick. Sa performance dans le rôle de Domino, la prostituée qui tente de comprendre Tom Cruise, lui permet véritablement d'être remarquée.

### Révélation (années 2000)
En 2000, en immigrante norvégienne assassinée, elle est à l'affiche du Poids de l'eau de Kathryn Bigelow. Elle joue également dans la comédie Corky Romano, et donne la réplique à Josh Hartnett dans 40 jours et 40 nuits.
Woody Allen lui donne un petit rôle dans son film concept Melinda et Melinda. Elle s'aventure dans le registre horrifique en incarnant l'un des membres de la famille promise à un triste sort dans La Colline a des yeux du Français Alexandre Aja, remake du classique du film d'horreur de 1977 réalisé par Wes Craven.
L'année 2007 lui permet d'être au générique du western 3 h 10 pour Yuma de James Mangold, avec Christian Bale et Russell Crowe. Enfin, l'année suivante, elle est l'une des têtes d'affiche du drame indépendant Two Lovers de James Gray. Dans ce film, c'est entre elle et Gwyneth Paltrow que Joaquin Phoenix doit se décider. Ces deux films sont acclamés par la critique, mais ne sont pas des grands succès commerciaux.
L'actrice va ensuite peiner à obtenir des rôles aussi importants. Elle partage l'affiche du film de série B Garden Party avec la jeune actrice télé Willa Holland, sorti en 2008. Et en 2011, elle accepte un rôle secondaire dans le thriller Puncture, porté par Chris Evans.

### Passage vers la télévision (années 2010)
Entre-temps, elle a fini par se tourner vers la télévision : en 2010, elle joue une médecin le temps d'un épisode de la septième saison de la série médicale à succès Dr House, et en 2012 est diffusé un épisode de la série policière Les Experts : Manhattan, où elle joue la guest star.
Cette même année, elle s'engage davantage vers le média : elle prête ses traits à Laura Savino dans sept épisodes de l'éphémère série Vegas et accepte d'apparaitre dans quelques épisodes dans une autre série
également arrêtée au bout de quelques épisodes, diffusés en 2014.
Parallèlement, elle garde un pied au cinéma avec deux films remarqués : le film d'aventure familial Miracle en Alaska, sorti en 2012 puis le dernier long-métrage de Steven Soderbergh, le thriller psychologique Effets secondaires, dévoilé en 2013. La même année, elle apparait aux côtés d'Ewan McGregor dans une pub pour la Citroën DS5. Elle évolue dans d'autres films, qui passent beaucoup plus inaperçus.
En 2014, elle fait partie de la distribution de la seconde saison de la série à succès Ray Donovan.

## Filmographie

### Cinéma

#### Longs métrages
- 1981 : La Nuit du saigneur (Home Sweet Home) de Nettie Peña : Angel
- 1992 : Ladybugs de Sidney Furie : Kimberly Mullen
- 1993 : Hocus Pocus : Les Trois Sorcières (Hocus Pocus) de Kenny Ortega : Allison
- 1996 : Indomptables (Coyote Summer) : Callie Carpenter
- 1998 : I Love L.A. (L.A. Without a Map) de Mika Kaurismäki : Barbara
- 1999 : Eyes Wide Shut de Stanley Kubrick : Domino
- 1999 : Wayward Son de Randall Harris : Cordelia
- 2000 : Le Poids de l'eau (The Weight of Water) de  Kathryn Bigelow : Anethe Christenson
- 2001 : Corky Romano de Rob Pritts : Agent Kate Russo
- 2002 : 40 jours et 40 nuits (40 Days and 40 Nights) de Michael Lehmann : Nicole
- 2004 : Melinda et Melinda (Melinda and Melinda) de Woody Allen : Stacey
- 2004 : Bereft de Tim Daly et Clark Mathis (en) : Molly
- 2006 : La colline a des yeux (The Hills Have Eyes) d'Alexandre Aja : Lynne Bukowski
- 2007 : 3 h 10 pour Yuma (3:10 to Yuma) de James Mangold : Emma « Emmy » Nelson
- 2007 : Badland de Francesco Lucente : Nora Rice
- 2008 : Two Lovers de James Gray : Sandra Cohen
- 2008 : Garden Party de Jason Freeland  : Sally St. Claire
- 2009 : Stag Night de Peter A. Dowling : Brita
- 2011 : Puncture d'Adam et Mark Kassen : Infirmière Vicky Rogers
- 2011 : Leave de Robert Celestino : Amy
- 2012 : Miracle en Alaska (Big Miracle) de Ken Kwapis : Kelly Meyers
- 2012 : Come Out and Play de Makinov : Beth
- 2013 : Effets secondaires (Side Effects) de Steven Soderbergh : Dierdre Banks
- 2013 : Dark Around the Stars de Derrick Borte : Terry
- 2013 : Siren de Jesse Peyronel : Leigh
- 2014 : Juillet de sang (Cold in July) de Jim Mickle : Ann Dane
- 2014 : Things People Do (After the Fall) de Saar Klein : Susan Scanlon
- 2014 : Electric Slide de Tristan Patterson : Mimi
- 2015 : Bereave d'Evangelos Giovanis et George Giovanis : Penelope
- 2017 : Clinical d'Alistair Legrand : Dr Jane Mathis
- 2018 : Family Blood de Sonny Mallhi : Ellie
- 2021 : 12 Mighty Orphans de Ty Roberts : Juanita Russell
- 2021 : We Need to Do Something de Sean King O'Grady : Diane
- 2021 : The Blazing World de Carlson Young : Alice Winter

#### Court métrage
- 2017 : Sensum d'Alexis Ostrander : Lisa Mitchell

### Télévision

#### Séries télévisées
- 1992 : La Famille Torkelson (The Torkelsons) : Meredith Reed
- 1992 : Great Scott! : Carolyn
- 1993 : Fallen Angels : Jeannie Streeter
- 1994 : Arabesque (Murder, She Wrote) : Gloria Bryce
- 1995 : New York Undercover : Une fille
- 2010 : Dr House (House M.D) : Dr Kelly Benedic
- 2012 : Les Experts : Manhattan (CSI : NY) : Jennifer Walsh
- 2012 - 2013 : Vegas : Laura Savino
- 2014 : Those Who Kill : Angela Early
- 2014 : Ray Donovan : Kate McPherson
- 2022 : Swagger : Diane
- 2024 : Sexe Intentions : Dr Deirdre Dawson

#### Téléfilms
- 1991 : Long Road Home de John Korty : Clara Tarpin
- 2005 : Fathers and Sons de Rodrigo García, Jared Rappaport et Rob Spera : Nell